# Meiothecium fuscescens
Meiothecium fuscescens là một loài Rêu trong họ Sematophyllaceae. Loài này được (A. Jaeger ex Paris) Broth. mô tả khoa học đầu tiên năm 1908.